# Ерел
Ерел (фр. Airel) насеље је и општина у северној Француској у региону Доња Нормандија, у департману Манш која припада префектури Сен Ло.
По подацима из 2011. године у општини је живело 535 становника, а густина насељености је износила 52,61 становника/km². Општина се простире на површини од 10,17 km². Налази се на средњој надморској висини од 5 метара (максималној 44 m, а минималној 1 m).

## Демографија
| 1962. | 1968. | 1975. | 1982. | 1990. | 1999. | 2011. |
| ----- | ----- | ----- | ----- | ----- | ----- | ----- |
| 491   | 557   | 534   | 548   | 526   | 486   | 535   |

График промене броја становника у току последњих година